# Apenera Short
Apenera Pera Short (Rarotonga, Islas Cook, 4 de febrero de 1916 - 15 de junio de 2011) fue un político de las neozelandés y desde 1990 hasta 2000 fue el representante de la Reina en las Islas Cook.
Short nació en Rarotonga. Fue un profesor de escuela en Ngatangiia desde 1951 hasta 1956, fue maestro en la Universidad Tereora en Avarua. En 1939, se casó con Maui Timata i te Rui Cowan. 
Short murió en su hogar en Muri Beach, Rarotonga, a los 96 años.